# Graptemys nigrinoda
Graptemys nigrinoda là một loài rùa trong họ Emydidae. Loài này được Cagle mô tả khoa học đầu tiên năm 1954.

## Hình ảnh

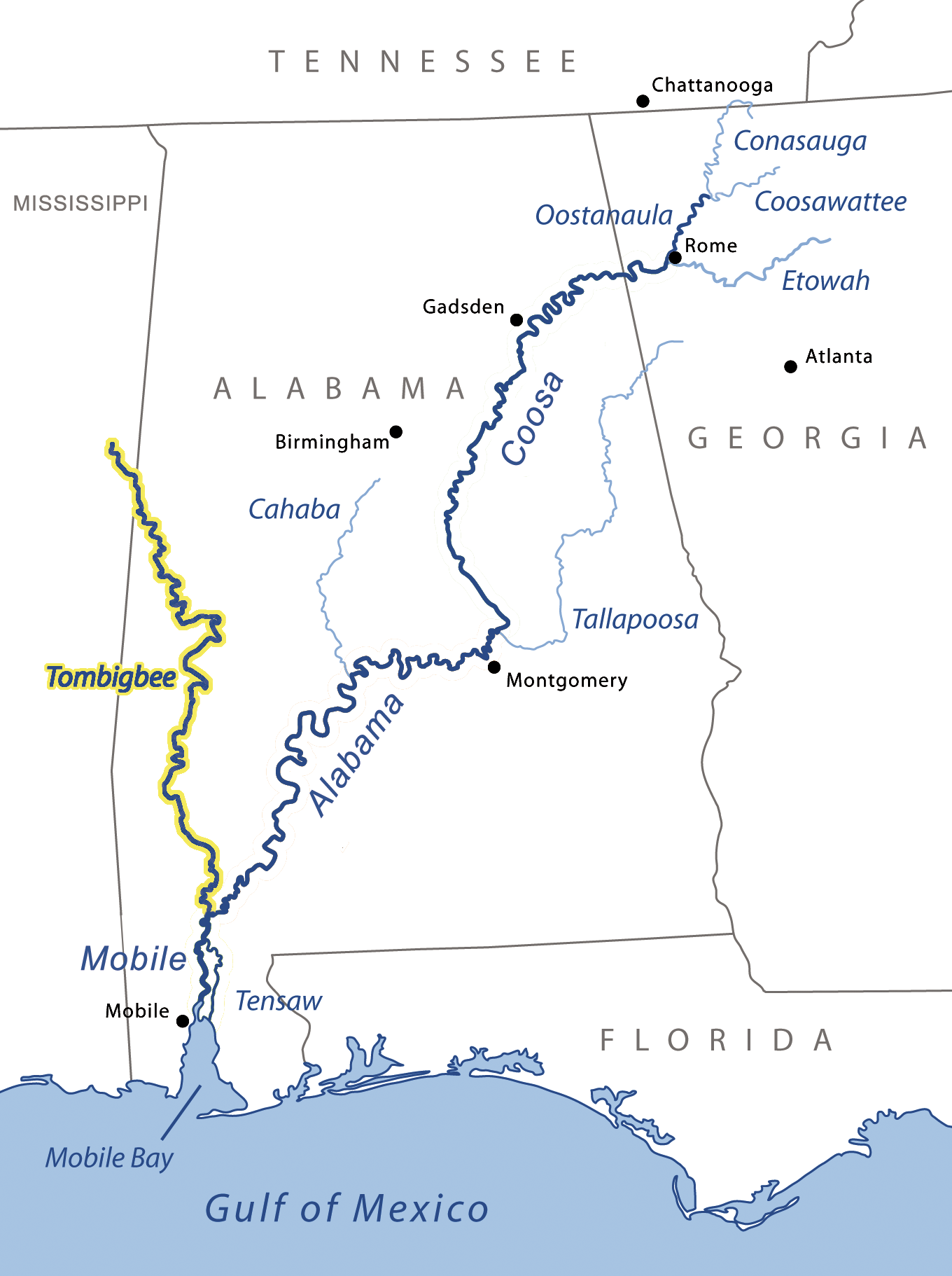
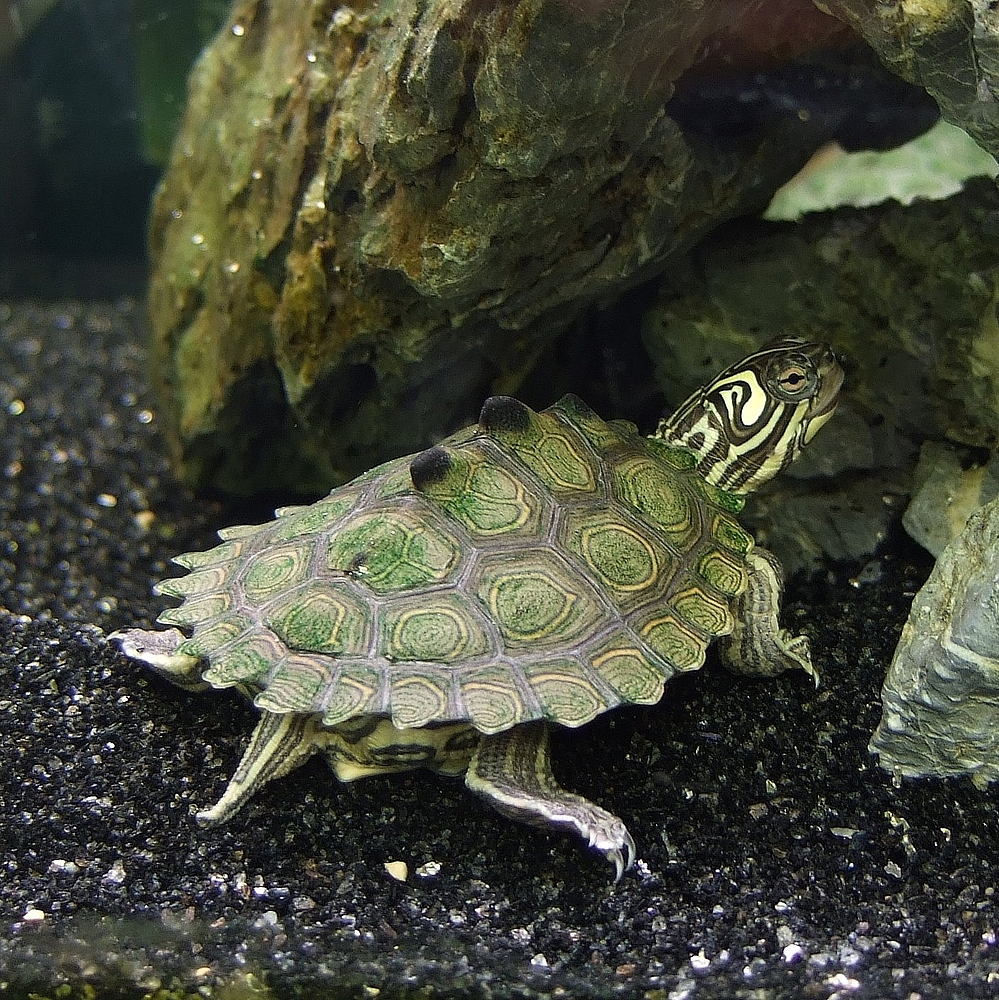
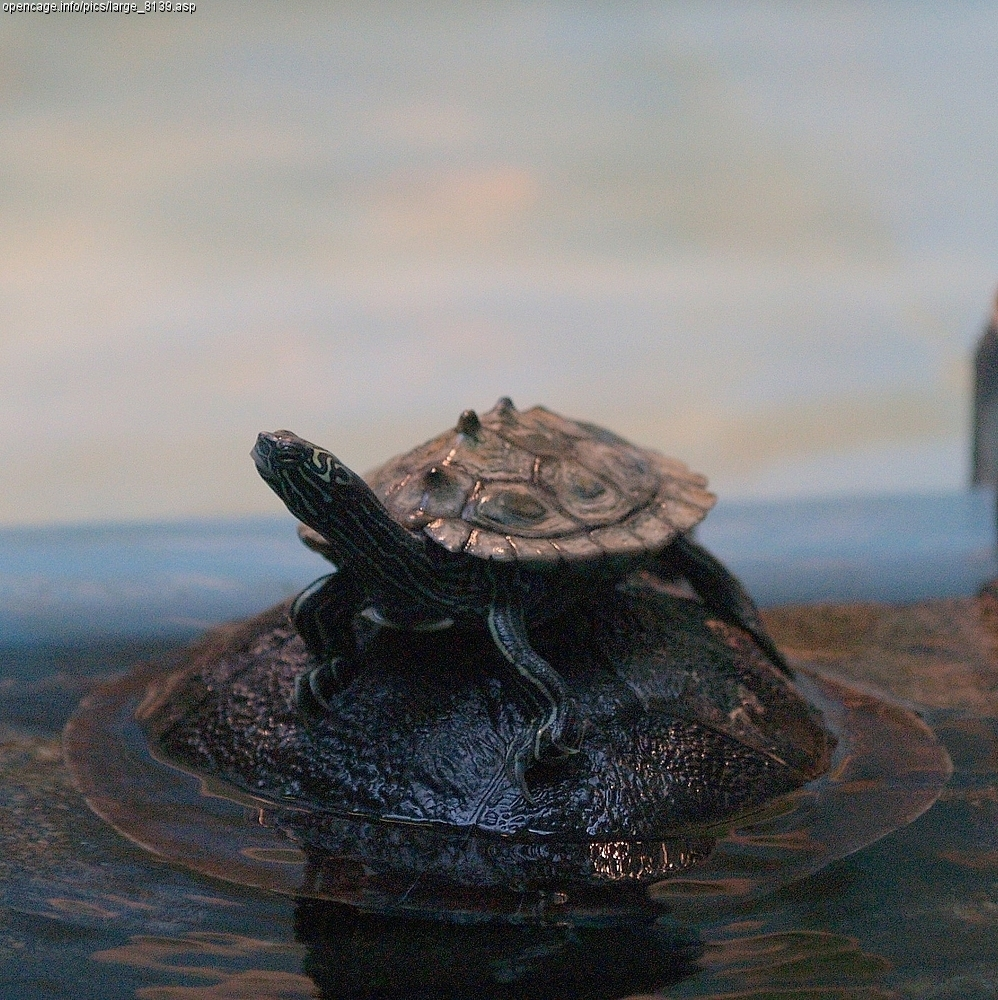